# Iglesia de San Pedro (Halden)
La Iglesia de San Pedro (en noruego: St. Peter kirke) es un edificio religioso de la Iglesia católica que funciona como el templo parroquial en Halden una ciudad y un municipio en la provincia de Østfold al sur del país europeo de Noruega. Fue inaugurada el 10 de octubre de 1877. 
La iglesia fue diseñada por el arquitecto holandés Pierre Cuypers. Él había diseñado originalmente la iglesia para una población de alrededor de 10.000 personas, lo que corresponde a la población de la Halden para esa época. Los católicos en la ciudad ascendieron a alrededor de 20 personas y los planes fueron modificados para constituir una estructura de 1/3 de lo proyectado originalmente. 
La iglesia tiene elementos neo-góticos y fue construida en ladrillo rojo.